# Spoorlijn Lens - Violaines
De Spoorlijn Lens - Violaines was een Franse spoorlijn van Lens naar Violaines. De lijn was 15,5 km lang en heeft als lijnnummer 286 610.

## Geschiedenis
De lijn werd aangelegd door de Compagnie des mines de Lens en geopend in twee gedeeltes, van Lens naar Pont-à-Vendin in 1868 en van Pont-à-Vendin naar Violaines in 1883. Reizigersverkeer heeft plaatsgevonden tot 1957. Goederenvervoer tussen Lens en Pont-à-Vendin tot 1986 en tussen Pont-à-Vendin en Violaines tot 1997. 

## Aansluitingen
In de volgende plaatsen was er een aansluiting op de volgende spoorlijnen:
Lens-Sainte-Elisabeth
lijn tussen Lens en Liévin-Mines
Pont-à-Vendin Mines
RFN 286 000, spoorlijn tussen Lens en Don-Sainghin
RFN 287 100, aansluiting havenstation van Pont-à-Vendin
Wingles
RFN 286 612, stamlijn Pon-à-Vendin 2
RFN 286 614, stamlijn Pon-à-Vendin 3
Violaines
RFN 288 000, spoorlijn tussen Bully-Grenay en La Bassée-Violaines
RFN 289 000, spoorlijn tussen Fives en Abbeville